# Selim Samia
Selim Samia Ibraheam (arab. ساميه سليم إبراهيم; ur. 5 grudnia 1986) – egipska zapaśniczka walcząca w stylu wolnym. Zdobyła srebrny medal na mistrzostwach Afryki w 2011.